# 10561 Сімідзумасахіро
10561 Сімідзумасахіро (10561 Shimizumasahiro) — астероїд головного поясу, відкритий 15 жовтня 1993 року.
Тіссеранів параметр щодо Юпітера — 3,302.
Названо на честь Сімідзу Масахіро (яп. しみず・まさひろ(清水雅弘) сімідзу масахіро).